# My Singing Monsters (Videojuego)
My Singing Monsters es una franquicia de videojuegos de 2012 desarrollada por Big Blue Bubble. El primer juego de la serie fue publicado y lanzado con la ayuda de Canada Media Fund el 4 de septiembre de 2012 para Apple iOS. Posteriormente, se lanzaron versiones del juego para otros sistemas operativos, incluidas versiones para Android, Amazon Kindle Fire, Barnes & Noble Nook y Steam. El juego también fue lanzado en la consola portátil PlayStation Vita. Desde su lanzamiento, My Singing Monsters se ha convertido en una franquicia multimedia, con una precuela, varios juegos derivados, libros, eventos y series en vivo, y un juego de mesa. El 12 de mayo de 2021, Big Blue Bubble anunció que la serie lanzaría su primer título de consola, My Singing Monsters: Playground, el 9 de noviembre de 2021.

## My Singing Monsters
En My Singing Monsters, los jugadores recolectan y crían muchos tipos diferentes de monstruos, cada uno de los cuales tiene una línea musical única que se canta o se toca con un instrumento. La cría de dos elementos de Monstruos creará una nueva especie de monstruo. Cada isla posee un conjunto único de monstruos disponibles que juntos tocan un tema musical determinado. Los monstruos que están presentes en una isla generarán varios tipos de moneda en el juego que, a su vez, pueden usarse para adquirir más monstruos, comprar decoraciones, construir estructuras, eliminar obstáculos y comprar comida para que los monstruos suban de nivel y generen más. moneda y a un ritmo más rápido. También hay logros y objetivos para dirigir el juego, con moneda del juego como recompensa.[5] También es posible comprar divisas como monedas, diamantes, golosinas, reliquias, llaves o fragmentos con dinero real. Ciertas monedas se pueden obtener de forma gratuita completando ofertas de terceros.
Las islas son los diversos lugares donde habitan los monstruos, siendo la primera isla la Isla Planta. Algunas islas siguen el método de comprar cuatro monstruos de un solo elemento y luego criarlos para convertirlos en aún más monstruos (es decir, Isla Planta, Isla Fría, Isla Aire, Isla Tierra). Otras islas requieren teletransportar monstruos desde otra isla (es decir, isla etérea, isla dorada, santuario mágico, chabolas estacionales, isla mítica, nexo mágico). También hay dos islas de "fuego" (es decir, Fire Haven y Fire Oasis). En otras islas, el jugador compra los monstruos como "estatuas" o "recipientes", luego coloca huevos de monstruos de las estructuras de reproducción en otras islas en una de las estatuas para despertar la estatua y, por lo tanto, desbloquear su canción y su capacidad para ganar dinero. (es decir, Isla Wublin, Isla Celestial, Isla Ámbar). Ethereal Workshop implica que el jugador sintonice a Meebs antes de ser sintetizado en el "Sintetizador" para crear monstruos. El Colossingum es una isla de combate donde el jugador puede realizar misiones para subir de nivel su nivel de Colossingum o luchar contra otros jugadores usando la función versus. Los jugadores también pueden recolectar disfraces en The Colossingum. Composer Island es donde los jugadores pueden crear sus propias canciones con los Monsters naturales y Ghazt, pero Ghazt solo se puede obtener en esa isla si el jugador tiene My Singing Monsters Composer. Hay Islas Espejo sólo para las Islas Naturales que funcionan como una versión secundaria de la Isla asociada. Las Islas Espejo tienen diseños moderadamente diferentes a las Islas Naturales, en su mayoría cubiertas de alambre rosa, similar al de las telarañas.
La distinción de My Singing Monsters de otros juegos de simulación es el proceso de "construcción" de hacer música que se basa principalmente en el uso de los monstruos musicales del mismo nombre. Los jugadores toman sus propias decisiones sobre lo que determina la isla "perfecta" eligiendo selectivamente los monstruos que determinan que mejorarían su juego en general a través de una combinación de diseño y generación de moneda en el juego. Algunos monstruos o decoraciones especiales son más difíciles de desbloquear y a menudo requieren monedas exclusivas, eventos especiales (como días festivos y eventos del juego), "Antorchas de los deseos" u otros métodos especiales para obtenerlos o activarlos.
Algunos monstruos cantan en galimatías sin sentido como Mammott (boom), Fwog (wow) y Toe Jammer (doo), algunos cantan líneas cortas o fracturadas en inglés (como PomPom (hey), Shugabush (yeah) y Hoola (yippee yay), y otros tocan instrumentos del mundo real o ficticios como el Shellbeat (batería) y Bowgart (violonchelo). Los personajes a menudo están diseñados como exageraciones de animales u objetos del mundo real (como el Fwog (rana) común y T-Rox (). ), caricaturas de monstruos del folclore y la mitología (como Epic Blabbit (jackalope) y Dragong (dragón), fusiones de criaturas vivientes e instrumentos (como Floogull (fliscorno/gaviota) y Sox (saxofón/). fox), parecidos con personas del mundo real como Shugabush (Kristian Bush) y G'joob (Wilford Brimley), o representaciones de la composición elemental del Monstruo en el juego, como los diseños originales de Clackula (Bone) y Potbelly (Plant). Piplash y Yooreek) y sólo sus nombres o sonidos se basan en algo. Algunos monstruos funcionan de manera diferente, por ejemplo, el Wubbox nace en forma de caja y debes tener todos los monstruos de la isla principal "encajonados" en él para convertirlo. encendido. La mayoría de los monstruos tienen variantes "raras" y "épicas", las cuales sólo están disponibles durante períodos de tiempo específicos. Los monstruos raros se pueden comprar en Starshop con Starpower o criarse con la misma combinación de reproducción que los Commons, y los Epics tienen combinaciones de reproducción únicas y son difíciles de obtener. Aparte de las variantes de Wubbox, todos los monstruos raros y épicos tienen el mismo sonido que su homólogo común. Además, también puedes obtener monstruos de temporada, que son monstruos que solo están disponibles durante eventos especiales como Yool (Navidad) y Carillong (Año Nuevo Lunar). También están presentes otras características como islas principales, islas tribales, logros y amigos. Ciertas mecánicas del juego han sido descontinuadas, como la Mina, que fue reemplazada por una Mini Mina que otorga 1 gema cada 24 horas disponible en cada isla. También hay una mina máxima disponible en Plant Island y Mirror Plant Island si el jugador ha realizado al menos una compra dentro de la aplicación que otorga 2 gemas cada 12 horas.

### Monster Choir
Monster Choir, el nombre traducido al inglés de las versiones china (怪兽合唱团) y coreana (몬스터 합창단) de My Singing Monsters, son versiones especiales del juego con licencia de Yodo1 Games solo para su uso en China y Corea del Sur respectivamente. Monster Choir comparte muchas similitudes con el juego principal, pero también presenta muchas diferencias, como nuevas variantes de monstruos, un nuevo minijuego y un sistema VIP. La versión coreana utiliza una interfaz de usuario completamente única, mientras que la versión china utiliza una interfaz de usuario similar a la del juego principal antes de la versión 2.0.0. Ambas versiones tienen todas las características del juego principal hasta la versión 1.3.2.
Monster Choir recibió soportes independientemente de Big Blue Bubble, por lo que estas versiones no aparecían en su sitio web y los desarrolladores casi nunca las mencionaban. Monster Choir Korea tenía una página de Facebook donde se brindaban actualizaciones. Su última publicación se realizó en septiembre de 2015, siendo posteriormente cerrada a principios de 2023. También tiene un canal de YouTube que publicó tres tráilers.
Los propios servidores del juego se cerraron en algún momento a finales de 2020. Aunque todavía se pueden encontrar apks descargables en Internet, ya no se pueden reproducir por ningún medio, lo que deja cualquier contenido original en estado de medio perdido.

## My Singing Monsters: El amanecer del fuego
My Singing Monsters: Dawn of Fire es una precuela del My Singing Monsters original, ambientada en una época en la que nació el elemento Fuego. A diferencia del juego original que presentaba a los jugadores monstruos de fuego, el tema principal trata sobre "el continente", una tierra supercontinente que se formó de manera similar a Pangea. Los Monstruos se representan como bebés en "el Continente", y los Monstruos iniciales son Noggin y Kayna. Hay cinco secciones continentales, desbloqueadas en diferentes niveles de jugador y basadas en las Islas Naturales del juego original. Los monstruos en su forma infantil se crían inicialmente en el continente y cada uno toca una melodía única que contribuye al tema musical. Cada Monstruo solicita un conjunto único de "Objetos de elaboración" que pueden usarse para aumentar su nivel hasta 20; Completar estas solicitudes recompensará con dinero del juego y ventajas adicionales que pueden desbloquear funciones adicionales del juego. En un cierto nivel único para cada Monstruo, los Monstruos jóvenes pueden teletransportarse permanentemente a Islas adicionales conocidas como "Islas Exteriores" como Monstruos adultos, obteniendo nuevas líneas musicales en una Isla con un grupo único de Monstruos musicales que producen una canción completamente diferente. asunto. Estas incluyen Party Island, Space Island, Cloud Island y Cave Island. También hay otra isla, llamada Starhenge, que es la versión original de Celestial Island del juego original.
Al igual que el juego principal, Dawn of Fire también tiene eventos de temporada y monstruos de temporada que solo puedes obtener en ciertas épocas del año. Los únicos eventos de temporada en el juego actualmente son Spooktacle Junior, Season of Love Junior, Eggs-Travaganza Junior y Festival of Yay Junior.[cita requerida]
Dawn of Fire también introdujo los Prismatics, que solo están disponibles durante ciertos eventos, y durante esos eventos se pueden crear enviando un Monstruo a través de la Puerta Prisma. Los Prismatics sirven como el equivalente de la precuela de los Monstruos Raros y Épicos del juego original.

## Otros juegos

### My Singing Monsters: Composer
My Singing Monsters: Composer sirve como una aplicación para componer canciones personalizadas utilizando algunos, pero no todos, los monstruos de la franquicia. Este juego también incluye monstruos raros, Dipsters, de temporada y etéreos, que, excepto Ghazt, no están disponibles en la Isla del Compositor en el juego original.

### My Singing Monsters: Playground
My Singing Monsters: Playground es un videojuego de fiesta . En My Singing Monsters: Playground, los jugadores juegan con sus amigos o con la IA mientras compiten en juegos ambientados en el mundo de los monstruos y pueden jugar como algunos personajes de la franquicia My Singing Monsters . My Singing Monsters: Playground también tiene una versión física que es exclusiva para Nintendo Switch . El juego se lanzó en Nintendo Switch, PlayStation 5, PlayStation 4, Xbox Series XS, Xbox One y en Steam, el 9 de noviembre de 2021.

### My Singing Monsters: The Board Game
My Singing Monsters: The Board Game es un juego de mesa basado en la franquicia My Singing Monsters . El juego de mesa recibió apoyo de Kickstarter del 1 al 21 de junio y fue diseñado por Sen-Foong Lim y Jay Cormier. Hay dos versiones del juego: la Edición Estándar, que incluye todos los componentes principales, y la Edición Deluxe, que incluye nueve minifiguras de monstruos pintadas, componentes mejorados y una expansión exclusiva que presenta a los Monstruos Werdo. El juego de mesa es un juego de colocación de trabajadores, en el que el jugador cría monstruos para producir más monedas que otros jugadores.

### Guía Didactica de Grado 1-3: My Singing Monsters
En 2018, Big Blue Bubble lanzó una guía educativa dirigida a niños de primaria; Teaching Guide Grade 1-3: My Singing Monsters, que tenía como objetivo enseñar lecciones sobre música utilizando personajes y conceptos de la franquicia.

### My Singing Monsters: Libro para colorear
My Singing Monsters: Coloring Book era un libro para colorear digital de Big Blue Bubble con la temática de My Singing Monsters. La aplicación se lanzó por primera vez el 15 de diciembre de 2016 en dispositivos iOS.
Posteriormente, el juego fue descontinuado el 24 de enero de 2025.

### My Singing Monsters: Thumpies
My Singing Monsters: Thumpies es una nueva versión remasterizada de 2024 del juego Thumpies de 2010. El juego es un juego de ritmo que se juega al ritmo de la música y llenando el Thump-o-Meter. El juego tuvo un lanzamiento fijo el 6 de marzo de 2024 y el costo es de $4,99.

### Juegos descontinuados

#### Furcorn's Jelly DreamsJammer Splash!
Furcorn's Jelly Dreams fue un juego de rompecabezas con personajes de la franquicia y se suspendió en 2017. ¡Este finalmente fue rehecho en Jammer Splash! , que también fue descontinuado.

#### Otros juegos descontinuados
Varios otros juegos de la franquicia también han sido descontinuados, incluidos My Mammott, My PomPom , ¡Lanza una cosa! , la versión 2010 de Thumpies y My Singing Monsters: Guía oficial. ¡Lanza una cosa! y Thumpies se lanzaron antes de My Singing Monsters, y se pueden encontrar referencias a estos juegos a lo largo de la serie My Singing Monsters .

## Notables Colaboraciones
El 17 de junio de 2013, Big Blue Bubble colaboró con Disney Mobile para crear My Muppets Show, un juego con una jugabilidad similar a My Singing Monsters, aunque con Muppets. El juego constaba de cinco etapas, cada una con su propia canción, y los Muppets se obtenían "digitalizándolos" con una máquina llamada HARV-E. El juego se suspendió permanentemente el 9 de enero de 2015. [12]
En julio de 2013, Big Blue Bubble anunció que habían colaborado con el artista ganador del premio Grammy Kristian Bush del dúo de música country estadounidense Sugarland para crear un nuevo Monstruo, el Shugabush. Bush se inspiró para colaborar con My Singing Monsters al ver a su hijo de 11 años jugando el juego. Su primo, Charles Moser, era pasante de Big Blue Bubble en ese momento, por lo que lo llamó de inmediato.
Elogió la atractiva música que rodea el juego y colaboró con Big Blue Bubble para crear Shugabush. Después de que su colaboración apareciera en un comunicado de prensa, dijo: "En primer lugar, la música de My Singing Monsters es irresistible, eso es lo que me atrajo del juego. Y como me encanta soñar en grande a través de las redes sociales, estoy muy contento". Dave Kerr y su equipo My Singing Monsters soñaron lo mismo. Siempre quise dejar salir mi monstruo interior [...] y creo que finalmente estoy a punto de impresionar a mi hijo". [14]
En octubre de 2013, Big Blue Bubble firmó un acuerdo con la editorial Egmont UK como su nuevo socio estratégico de licencias.
En julio de 2017, Big Blue Bubble anunció que Wind Sun Sky Entertainment adaptará su juego móvil My Singing Monsters en una franquicia multimedia, comenzando con una serie de televisión animada y un programa de productos de consumo. Skybound Entertainment será el distribuidor en todos los territorios del mundo, excluyendo Canadá.
En marzo de 2021, Big Blue Bubble comenzó una serie de 8 episodios llamada My Singing Monsters: Fandemonium, en colaboración con Wind Sun Sky Entertainment. La serie se emitió exclusivamente en YouTube . El programa fue presentado por Mammott, Furcorn y PomPom. Se discutieron futuras actualizaciones de la franquicia, además de responder preguntas de la comunidad y otros tipos de entretenimiento. My Singing Monsters: Fandemonium es independiente del programa de televisión.

## Recepción
Kotaku describió el original My Singing Monsters como una "combinación inteligente de música y cría de monstruos", y elogió cómo se puede desarrollar la complejidad de una canción a través de la utilidad de la cría de monstruos, donde cada monstruo revela una nueva línea de la canción. [1] [18] Sin embargo, Kotaku estaba "un poco decepcionado" con el nivel de complejidad agregado en Dawn of Fire, informando que el nuevo sistema de energía obstaculiza el progreso hacia todo el concepto de revelar el "nirvana musical". [19]
A Gamezebo y 148Apps les gusta la música de My Singing Monsters, pero no quedaron satisfechos con los problemas de conexión.
El juego ganó el premio People's Voice a la "Mejor música/diseño de sonido" en los Webby Awards 2020. Se otorgaron 10 diamantes a las personas que se unieron esa semana. [22] [23]